# Lauwersmeer Nationalpark
Lauwersmeer Nationalpark ( nederlandsk: Nationaal Park Lauwersmeer) er en nationalpark i provinserne Friesland og Groningen i Holland. Den består af den sydlige og østlige del af Lauwersmeer (tidligere Lauwerszee). Som en del af det hollandske bevaringsområde for vadehavet blev det optaget på UNESCOs verdensarvsliste for sin enestående biodiversitet og dets store, relativt uberørte tidevandsøkosystem.
57,54 km² er udpeget som ramsarområde

## Geografi
I den nordlige del af Holland udgør Lauwers-floden en del af den øst-vestlige grænse mellem provinserne Friesland og Groningen. Lauwers løber fra syd til nord ud i Vadehavet. Lauwersmeer er dens flodmunding, som er forbundet med havet via en sluse ved Lauwersoog. Nationalparken består af det meste af Lauwersmeer og er beliggende i de frisiske kommuner Dongeradeel og Kollumerland ca i Friesland og Groningen kommune De Marne.

## Historie
Den 25. maj 1969 blev Lauwershavet indesluttet og adskilt fra Vadehavet, siden er det blevet kaldt Lauwersmeer.
Lauwersmeer blev efterhånden en ferskvandssø, og ny flora og fauna dukkede op. For at beskytte dette nye og unge naturområde blev Lauwersmeer beskyttet som nationalpark den 12. november 2003.

## Flora og fauna
Blandt floraen er den lilla Dactylorhiza maculata og den hvide Parnassia.
Blandt de fugle, der lever i området, er skestorken, hedehøg, skægmejse og blåhals. Om vinteren trækker hundredtusindvis af fugle til området, som den pibeand, pibesvane og bramgås.
For at holde landskabet åbent bruges store græssere som Konik- hestene og højlandskvæg, foruden almindelige heste og køer.